# Monimia rotundifolia
Espèce
Monimia rotundifolia,  la monimie à feuilles rondes, est une espèce de plantes à fleurs de la famille des monimiacées. Elle est endémique de l'île de La Réunion, département d'outre-mer français dans le sud-ouest de l'océan Indien.
Elle est également nommée localement mapou, mapou blanc ou mapou à grandes feuilles. Elle est présente en forêts humides de moyenne à haute altitude entre 1000 et 2000 m. L'espèce qui était abondante dans le passé a été menacée du fait de son exploitation (elle servait à fabriquer des planches et des bardeaux) et de la perte de son habitat.